# اندیس ده ذکاء
ده ذکاء یک اندیس غیرفلزی است که در حوالی شهر باغین استان کرمان قرار دارد و مادهٔ معدنی موجود در آن، فسفات است.  